# Октябрьское (Советский район, Курская область)
Октябрьское — село в Советском районе Курской области России. Входит в состав сельского поселения Краснодолинский сельсовет.

## История
В 1963 году указом президиума ВС РСФСР деревня Горяиновка была переименована в село Октябрьское.

## Население
| 2002 | 2010 |
| ---- | ---- |
| 197  | ↘147 |